# Коган, Дмитрий Александрович
Дмитрий Александрович Коган (род. 1 июня 1937, Витебск) — советский и белорусский борец греко-римского стиля, чемпион СССР (1960), мастер спорта СССР международного класса, тренер, Заслуженный тренер БССР.

## Биография
Родился в 1937 году в Витебске.
В 1945 году переехал в Минске. Борьбой начал заниматься в 1951 году у Михаила Синдера. Выступал за общество «Строитель». Мастер спорта СССР (1957).
В 1957 году окончил Минский институт физической культуры, в 1966 — Минский радиотехнический институт.
В 1955 году победил в первенстве СССР среди юношей в весовой категории до 73 килограмм.
В 1960 году занял 4 место на чемпионате СССР в личном первенстве в весовой категории до 79 килограмм.
В декабре 1960 года, в составе сборной команды БССР на впервые поводившемся командном чемпионате СССР, стал чемпионом СССР.
В 1961 году занял 5 место на чемпионате СССР в личном первенстве в весовой категории до 79 килограмм.
В 1966 году победил на турнире Ивана Поддубного в весовой категории до 87 килограмм.
Неоднократный чемпион БССР.
Работал тренером в Минске, заслуженный тренер Белорусской ССР. Среди учеников призер чемпионатов СССР Эдуард Файнштейн.
Племянник Владимира Коган, заслуженного тренера СССР, чемпиона СССР 1949 года по боксу.

## Награды и звания
- Мастер спорта СССР (1957)
- Мастер спорта СССР международного класса (1966)
- Заслуженный тренер БССР (1974)